# Könemann
Könemann är ett bokförlag i Köln i Tyskland som ger ut illustrerade böcker om konsthistoria, arkitektur och matlagning. De har även gett ut böcker om valar och delfiner. Förlaget grundades 1993 och blev 2001 en del av Langenscheidt Publishing Group. 